# Veoh
Veoh és una companyia amb base en San Diego, Califòrnia que és propietària d'una base de dades virtual de videoclips. Distinta d'altres pàgines de distribució de vídeos com YouTube, la companyia distribueix vídeos en el seu format original, sense transformar-los ni llevar-los qualitat al moment que són pujats a la web. A causa d'aquesta tecnologia, cal un programari per poder descarregar els vídeos de la pàgina, o veure'ls en la seua qualitat original en línia. El lloc també ofereix un reproductor de vídeo amb Adobe Flash igual que el seu rival YouTube, perquè puguen veure's els vídeos sense necessitat de fer descàrrega d'un programa addicional.
La companyia va aconseguir atreure l'atenció dels mitjans després que Michael Eisner -exempresari de Disney Pictures- s'unís a l'ambiciós projecte. A l'abril de 2006, ell era un dels inversors juntament amb AOL Time-Warner en la segona posició amb una aportació de 12,5 milions de dòlar per finançar Veoh.